# Graecoanatolica macedonica
†Graecoanatolica macedonica là một loài đã tuyệt chủng của ốc cỡ nhỏ nước ngọt, là động vật chân bụng sống dưới nước động vật thân mềm thuộc họ Hybrobiidae.

## Phân bố
This species existed only in a single habitat, in Dojran Lake, situated on the border between Hy Lạp và what is today the Cộng hòa Macedonia. The population of the snail began to decline in the 1970s. Researchers were unable to locate any members of the species after 1992, và it is now presumed extinct.